# Diokles von Peparethos
Diokles von Peparethos war ein antiker griechischer Geschichtsschreiber. Er lebte anscheinend im 3. Jahrhundert v. Chr., vielleicht schon im späten 4. Jahrhundert. Wahrscheinlich war er der erste Verfasser der römischen Gründungssage um die Figuren Romulus und Remus.
Diokles stammte von der Insel Peparethos. Über sein Leben ist kaum etwas bekannt. Er schrieb ein heute verlorenes Geschichtswerk in griechischer Sprache. Am Ende des 3. Jahrhunderts benutzte Quintus Fabius Pictor, der erste römische Geschichtsschreiber, das in tragischem Stil abgefasste Werk des Diokles als Quelle für seine Version der Gründungssage Roms, wie Plutarch mitteilt. Für die Richtigkeit dieser Angabe spricht der Umstand, dass Plutarchs Version der Gründungslegende, die auf der Darstellung des Diokles fußt, der des Dionysios von Halikarnassos ähnelt, die dieser wörtlich von Fabius Pictor übernommen haben will. Allerdings haben einige Altertumswissenschaftler, darunter Eduard Schwartz, Diokles nach Fabius Pictor datiert und angenommen, dass Plutarch sich nur indirekt auf Diokles gestützt hat. In der neueren Forschung geht man aber mehrheitlich davon aus, dass Diokles sein Werk zuerst verfasste. Es bleibt allerdings offen, welche Kenntnisse Diokles etwa über die römische Frühgeschichte hatte. Den spärlichen Fragmenten nach zu urteilen war sein Werk wohl mythologisch geprägt.

## Textausgaben
- Felix Jacoby: Die Fragmente der griechischen Historiker Nr. 820